# Na’in (Izrael)
Na’in (hebr. ניין; arab. نين; ang. Nein; pol. Uroczy) – wieś arabska położona w Samorządzie Regionu Bustan al-Mardż, w Dystrykcie Północnym, w Izraelu.

## Położenie
Na’in jest położona na wysokości od 200 do 300 m n.p.m. na północnych zboczach góry Giwat ha-More (515 m n.p.m.), która ku północy i zachodowi opada do Doliny Jezreel w Dolnej Galilei, na północy Izraela. Na zachód od wsi płynie strumień Tewet. W jej otoczeniu znajduje się miasto Afula, kibuc Dawerat, oraz wsie Achuzzat Barak i Ad-Dahi. Na wschód od wsi znajduje się strefa przemysłowa Alon Tawor i baza wojskowa Na’ura, natomiast na zachodzie jest strefa przemysłowa Gimel miasta Afula.
Na’in jest położona w Samorządzie Regionu Bustan al-Mardż, w Poddystrykcie Jezreel, w Dystrykcie Północnym Izraela.

## Historia

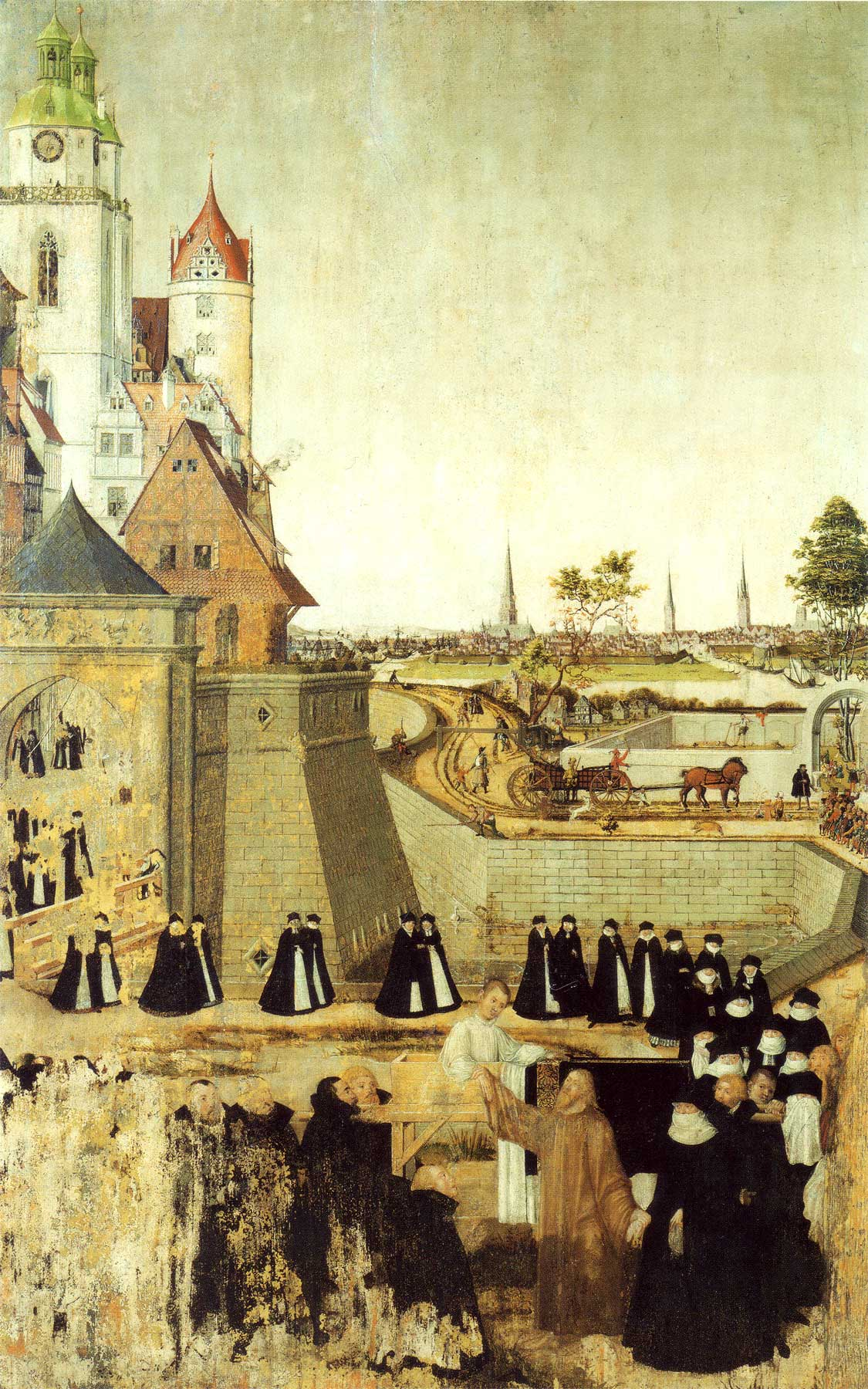
Obraz Lucasa Cranacha: „Zmartwychwstanie młodzieńca w Na’in”

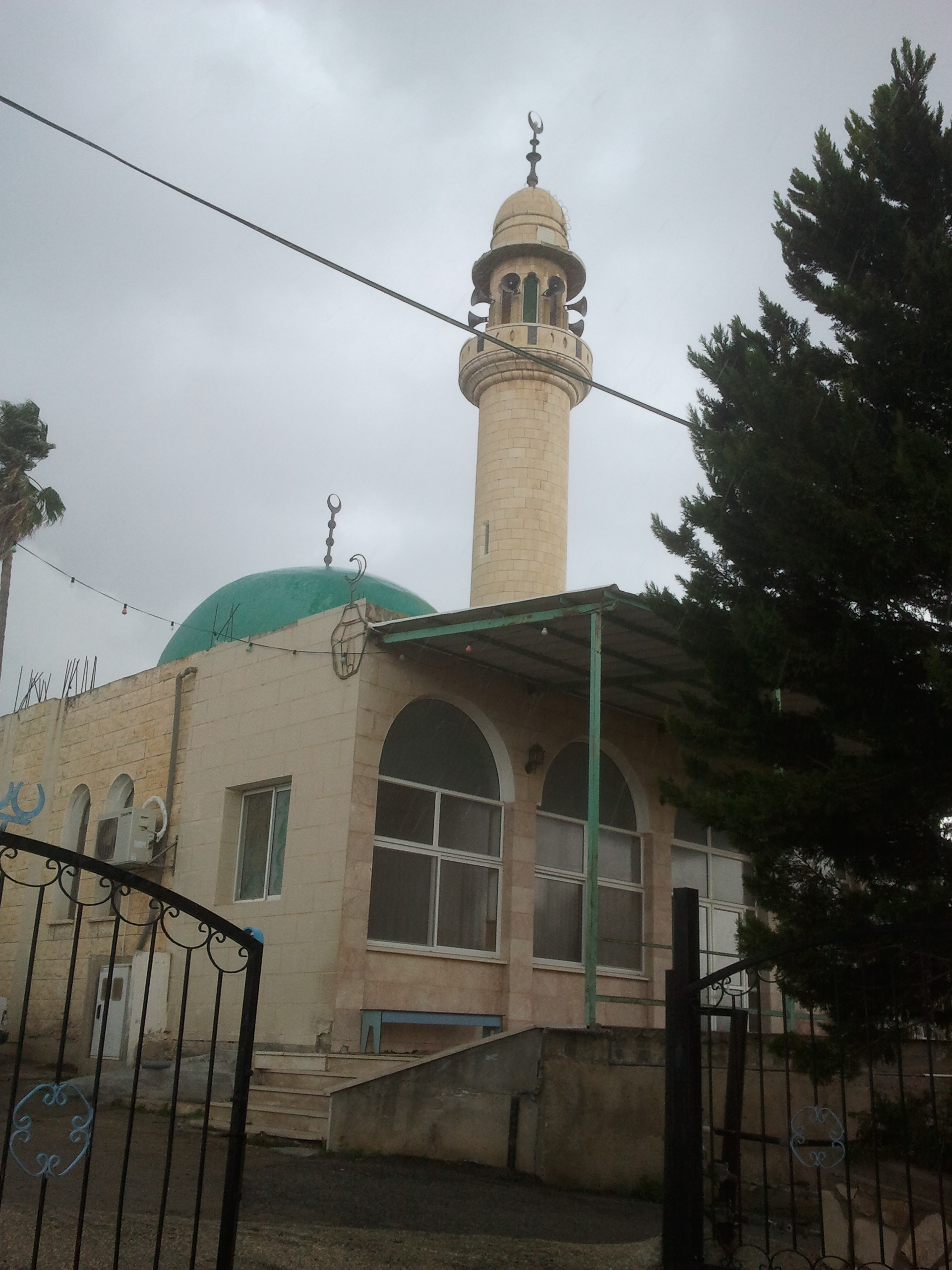
Meczet w Na’in

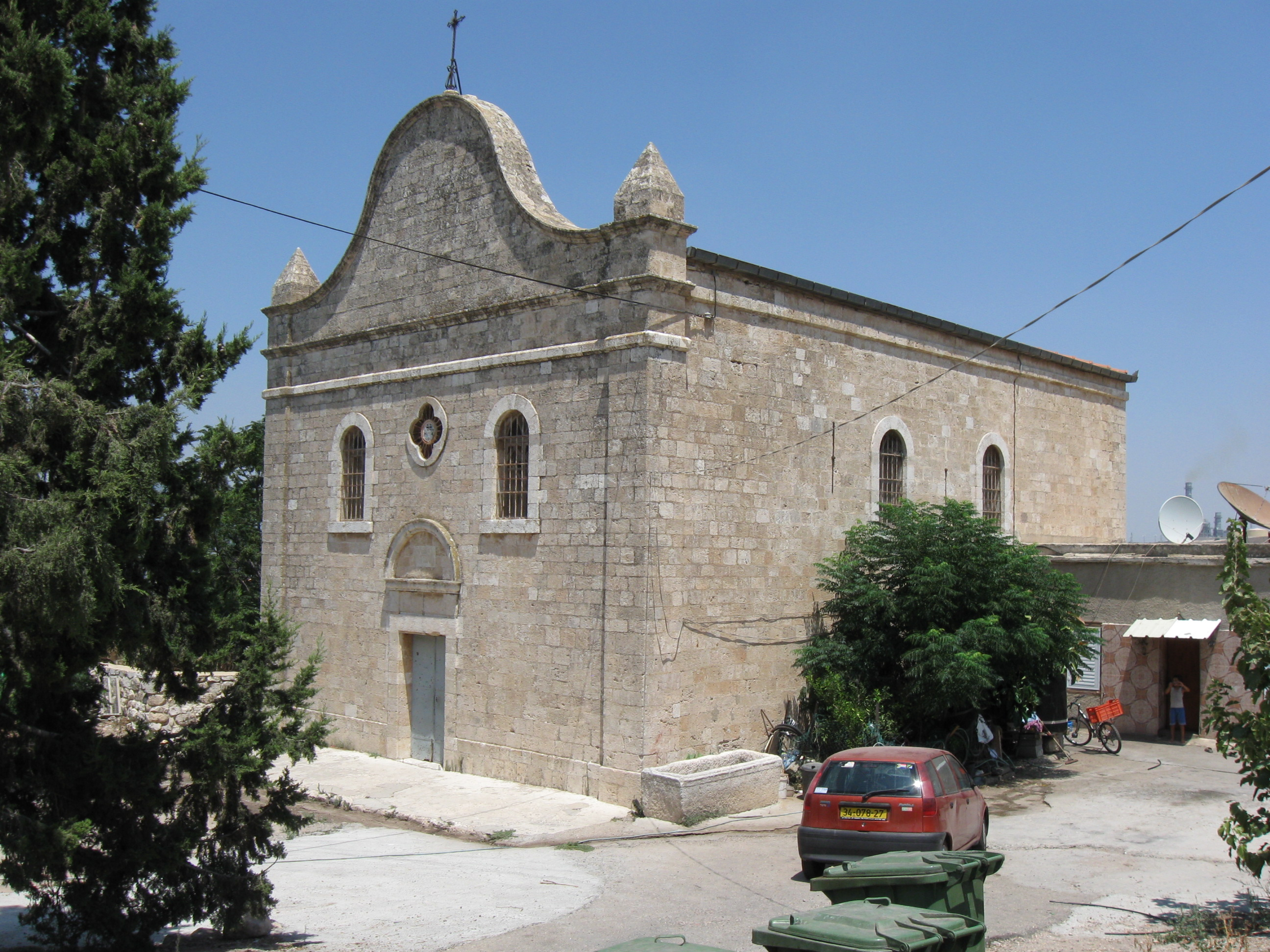
Kościół Zmartwychwstania Syna Wdowy w Na’in

Wykopaliska archeologiczne wskazują, że w miejscu tym istniała osada ludzka już w epoce brązu. Było to ufortyfikowana osada stanowiąca regionalny ośrodek administracyjny. Wieś jest identyfikowana z biblijną miejscowością Na’in, w której Jezus Chrystus dokonał cudu wskrzeszenia syna wdowy z Na’in. W ten sposób miejscowość stała się miejscem świętym dla chrześcijan, a w IV wieku powstał kościół zwany kościołem Wskrzeszenia Syna Wdowy. W okresie panowania krzyżowców kościół znajdował się pod ich szczególną opieką. W średniowieczu osiedlili się tutaj członkowie beduińskiego klanu Zuabija. Pod koniec XIX wieku francuski podróżnik Victor Guérin opisał Na’in jako biedną i zaniedbaną wieś rolniczą. W 1881 roku franciszkanie na miejscu dawnego kościoła wznieśli współczesną świątynię. Bardzo szybko stał się on celem pielgrzymek chrześcijańskich. Po I wojnie światowej w 1918 roku cała Palestyna przeszła pod panowanie Brytyjczyków. Utworzyli oni w 1921 roku Brytyjski Mandat Palestyny. W poszukiwaniu skutecznego rozwiązania narastającego konfliktu izraelsko-arabskiego w dniu 29 listopada 1947 roku została przyjęta Rezolucja Zgromadzenia Ogólnego ONZ nr 181. Zakładała ona między innymi, że wieś Na’in miała znaleźć się w granicach nowo utworzonego państwa żydowskiego. Arabowie odrzucili tę rezolucję i dzień później doprowadzili do wybuchu wojny domowej w Mandacie Palestyny. W trakcie jej trwania rejon wioski zajęły siły żydowskiej organizacji paramilitarnej Hagana. W wyniku I wojny izraelsko-arabskiej wieś Na’in znalazła się w granicach państwa Izrael.

## Demografia
Wieś Na’in jest zamieszkała przez Arabów:

## Gospodarka i infrastruktura
Przy wyjeździe ze wsi znajduje się siedziba władz administracyjnych Samorządu Regionu Bustan al-Mardż. Lokalna gospodarka opiera się na rolnictwie, jednak wielu mieszkańców znajduje zatrudnienie w pobliskich strefach przemysłowych. We wsi jest przychodnia zdrowia oraz sklep wielobranżowy.

## Transport
Ze wsi wyjeżdża się lokalną drogą na północny zachód do drogi ekspresowej nr 65.

## Edukacja i kultura
We wsi jest szkoła podstawowa oraz boisko do piłki nożnej. Jest tu także meczet oraz Kościół Zmartwychwstania Syna Wdowy w Na’in.

## Turystyka
Na południowy wschód od wsi znajduje się Rezerwat przyrody Giwat ha-More obejmujący częściowo zalesione stoki góry More.